# Уда (комуна)
Уда (рум. Uda) — комуна у повіті Арджеш в Румунії. До складу комуни входять такі села (дані про населення за 2002 рік):
- Бедулешть (61 особа)
- Беренешть (221 особа)
- Браніштя (82 особи)
- Горань (140 осіб)
- Грябен (63 особи)
- Дялу-Бісерічій (58 осіб)
- Дялу-Толчесій (34 особи)
- Діконешть (49 осіб)
- Коту (153 особи)
- Кіріцешть (164 особи)
- Лунгулешть (53 особи)
- М'єркань (181 особа)
- Рижлецу-Говора (559 осіб)
- Романа (149 осіб)
- Селіштя (393 особи)
- Уда (235 осіб)

Комуна розташована на відстані 130 км на північний захід від Бухареста, 23 км на захід від Пітешть, 86 км на північний схід від Крайови, 117 км на південний захід від Брашова.

## Населення
За даними перепису населення 2002 року у комуні проживали 2595 осіб, усі — румуни.
Рідною мовою назвали:
| Мова      | Кількість осіб | Відсоток |
| --------- | -------------- | -------- |
| румунська | 2594           | > 99,9%  |
| угорська  | 1              | < 0,1%   |

Склад населення комуни за віросповіданням:
| Релігія       | Кількість осіб | Відсоток |
| ------------- | -------------- | -------- |
| православні   | 2579           | 99,4%    |
| п'ятдесятники | 15             | 0,6%     |
| римо-католики | 1              | < 0,1%   |